# Міст Згоди
Міст Згоди (фр. Pont de la Concorde) — один з найзавантаженіших мостів Парижа. Він з'єднує набережну Тюїльрі і Площу Згоди на правому березі з набережною Орсе та Бурбонським палацом на лівому березі. Має 153 м завдовжки й 34 м завширшки.

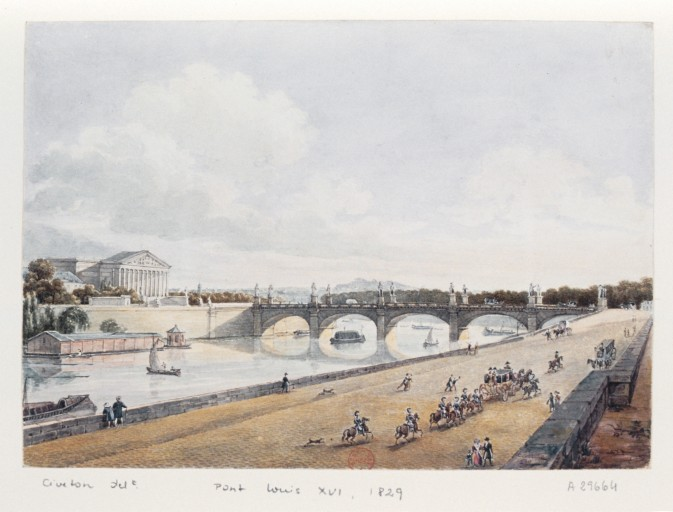
Міст Згоди (1829)

## Історія
З моменту створення Площі Згоди паризькі архітектори задумували замінити тимчасову переправу через Сену в цьому жвавому місці постійним мостом.
У 1787 роботу над його зведенням почав майстер французького класицизму Жан-Родольф Перроне. На початку будівництва він називався мостом Людовика XVI, проте після закінчення будівельних робіт в 1791 його назвали мостом Революції. Така назва виникла тому, що при будівництві споруди використовувався камінь з розібраної Бастилії.
Наполеон наказав прикрасити міст статуями восьми його генералів, які загинули в боях. За часів реставрації Бурбонів їх замінили статуї ключових фігур старого режиму — великих міністрів (Сугерій, Сюллі, Рішельє, Кольбер), полководців (Дюгеклен, Баярд, Конде, Тюренн) і мореплавців (Турвіль, Сюффрен, Дюкен і корсар Дюге-Труен). Їхня вага створювала загрозу обвалення моста, тому за Луї-Філіпа скульптурне оздоблення демонтували й перевезли у Версаль.
У 1930—1932 міст зазнав реконструкції, що збільшило його пропускну здатність удвічі.